# Емпайр (Луїзіана)
Емпайр (англ. Empire) — переписна місцевість (CDP) в США, в окрузі Плакмін штату Луїзіана. Населення — 905 осіб (2020).

## Географія
Емпайр розташований за координатами 29°26′40″ пн. ш. 89°36′49″ зх. д. / 29.44444° пн. ш. 89.61361° зх. д. (29.444549, -89.613734).  За даними Бюро перепису населення США в 2010 році переписна місцевість мала площу 19,72 км², з яких 13,51 км² — суходіл та 6,21 км² — водойми.

## Демографія
Згідно з переписом 2010 року, у переписній місцевості мешкали 993 особи в 391 домогосподарстві у складі 257 родин. Густота населення становила 50 осіб/км².  Було 501 помешкання (25/км²).
Расовий склад населення:
| - 66,6 % — білих - 21,3 % — чорних або афроамериканців - 7,6 % — азіатів - 0,8 % — корінних американців - 2,4 % — осіб інших рас |

До двох чи більше рас належало 1,3 %. Частка іспаномовних становила 2,5 % від усіх жителів.
За віковим діапазоном населення розподілялося таким чином: 24,2 % — особи молодші 18 років, 63,7 % — особи у віці 18—64 років, 12,1 % — особи у віці 65 років та старші. Медіана віку мешканця становила 41,7 року. На 100 осіб жіночої статі у переписній місцевості припадало 115,4 чоловіків;  на 100 жінок у віці від 18 років та старших — 120,8 чоловіків також старших 18 років.
Середній дохід на одне домашнє господарство  становив 44 298 доларів США (медіана — 26 538), а середній дохід на одну сім'ю — 56 111 долар (медіана — 47 857). За межею бідності перебувало 17,9 % осіб, у тому числі 14,2 % дітей у віці до 18 років та 28,1 % осіб у віці 65 років та старших.
Цивільне працевлаштоване населення становило 394 особи. Основні галузі зайнятості: сільське господарство, лісництво, риболовля — 23,9 %, роздрібна торгівля — 15,2 %, освіта, охорона здоров'я та соціальна допомога — 12,4 %, публічна адміністрація — 11,7 %.